# Liste der an Joaquin Phoenix verliehenen Auszeichnungen
Diese Seite stellt eine Liste von Auszeichnungen und Nominierungen des US-amerikanischen Filmschauspielers Joaquin Phoenix dar.

## Academy Awards
- 2020  Bester Hauptdarsteller  Joker
- 2013 	Nominierung – Bester Hauptdarsteller  The Master
- 2006 	Nominierung – Bester Hauptdarsteller   Walk the Line
- 2001 	Nominierung – Bester Nebendarsteller   Gladiator

## Golden Globes
- 2020 Bester Hauptdarsteller (Drama) Joker
- 2014 	Nominierung – Bester Hauptdarsteller (Musical oder Komödie)  Her
- 2013 	Nominierung – Bester Hauptdarsteller (Drama)  The Master
- 2006 Bester Hauptdarsteller (Musical oder Komödie)  Walk the Line
- 2001 	Nominierung – Bester Nebendarsteller  Gladiator

## BAFTA Awards
- 2020  Bester Hauptdarsteller Joker
- 2013 	Nominierung – Bester Hauptdarsteller The Master
- 2006 	Nominierung – Bester Hauptdarsteller  Walk the Line
- 2001 	Nominierung – Bester Nebendarsteller  Gladiator

## ALMA Awards
- 2009 	Nominierung – Bester Filmschauspieler Two Lovers

## Academy of Science Fiction, Fantasy & Horror Films
- 2014 	Nominierung – Bester Hauptdarsteller Her

## Austin Film Critics Association
- 2012 	Bester Hauptdarsteller The Master

## Australian Film Institute
- 2020 	Nominierung Bester Hauptdarsteller Joker
- 2013 	Nominierung Bester Hauptdarsteller The Master

## Blockbuster Entertainment Awards
2001 Bester Schurke  Gladiator

## British Independent Film Awards
- 2003 	Nominierung – Bester Hauptdarsteller Army Go Home!

## Broadcast Film Critics Association Awards
- 2020 	Bester Hauptdarsteller Joker
- 2013 	Nominierung – Bester Hauptdarsteller The Master
- 2006 	Nominierung – Bester Hauptdarsteller  Walk the Line
- 2001 	Bester Nebendarsteller Quills – Macht der Besessenheit, Gladiator und The Yards – Im Hinterhof der Macht

## Internationale Filmfestspiele von Cannes
- 2017 Darstellerpreis für You Were Never Really Here

## Central Ohio Film Critics Association
- 2014 	Nominierung – Bester Hauptdarsteller Her
- 2013 	Nominierung – Bester Hauptdarsteller The Master

## Chicago Film Critics Association Awards
- 2012 	Nominierung – Bester Hauptdarsteller The Master
- 2006 	Nominierung – Bester Hauptdarsteller  Walk the Line

## Chlotrudis Awards
- 2001 	Nominierung – Bester Nebendarsteller Quills – Macht der Besessenheit
- 1996 	Nominierung – Bester Nebendarsteller To Die For

## Csapnivalo Awards
- 2000 	Nominierung – Bester Hauptdarsteller Für das Leben eines Freundes

## Dallas–Fort Worth Film Critics Association Awards
- 2012 	Zweiter Platz bei der Wahl zum besten Hauptdarsteller The Master
- 2005 	Nominierung – Bester Hauptdarsteller  Walk the Line
- 2001 	Nominierung – Bester Nebendarsteller  Gladiator

## Florida Film Critics Circle Awards
- 2013 	Zweiter Platz bei der Wahl zum besten Hauptdarsteller Her

## GrammyAwards
- 2007 	Bester Soundtrack  Walk the Line Gemeinsam mit:  T Bone Burnett (Producer) und Mike Piersante (Engineer/Mixer)

## Hollywood Film Festival
- 2005 bester Schauspieler des Jahres   Walk the Line

## Irish Film and Television Awards
- 2013 	Nominierung – Bester internationaler Darsteller The Master

## Las Vegas Film Critics Society Awards
- 2000 	Nominierung – Sierra Award 	Bester Nebendarsteller  Gladiator und Quills – Macht der Besessenheit

## London Critics’ Circle Film Awards
- 2013 	 Schauspieler des Jahres The Master

## Los Angeles Film Critics Association Awards
- 2012 	Bester Hauptdarsteller The Master

## MTV Movie Awards
- 2006 	Nominierung – Beste Leistung  Walk the Line
- 2001 	
  - Nominierung – Bester Schurke  Gladiator
  - Bestes Filmzitat: For "It vexes me, I am terribly vexed!".  Gladiator

## MovieGuide Awards
- 2005 	Nominierung – Grace Award 	Inspirierendste Darstellung  Im Feuer

## National Board of Review
- 2000 Bester Nebendarsteller  Gladiator, Quills – Macht der Besessenheit  und The Yards – Im Hinterhof der Macht

## National Society of Film Critics Awards
- 2013 	Zweiter Platz	Bester Hauptdarsteller The Master Gemeinsam mit: Denis Lavant  Holy Motors (2012)

## New York Film Critics Circle Awards
- 2012 	Dritter Platz Bester Hauptdarsteller The Master

## Online Film Critics Society Awards
- 2014 	Nominierung – Bester Hauptdarsteller Her
- 2013 	Nominierung – Bester Hauptdarsteller The Master
- 2010 	Nominierung – Bester Hauptdarsteller Two Lovers
- 2006 	Nominierung – Bester Hauptdarsteller  Walk the Line
- 2001 	Nominierung – Bester Nebendarsteller  Gladiator

## People’s Choice Awards
- 2008 	Bester Hauptdarsteller

## Phoenix Film Critics Society Awards
- 2012 	Nominierung – Bester Hauptdarsteller The Master
- 2001 	Nominierung – Bester Nebendarsteller  Gladiator und Bester Nebendarsteller Quills – Macht der Besessenheit

## San Diego Film Critics Society Awards
- 2013 	Nominierung – Bester Hauptdarsteller Her
- 2012 	Nominierung – Bester Hauptdarsteller The Master
- 2000 	Special Award  für seine Gesamtleistung in: The Yards – Im Hinterhof der Macht, Gladiator und Quills – Macht der Besessenheit

## San Francisco Film Critics Circle
- 2012 	Bester Hauptdarsteller The Master

## Sant Jordi Awards
- 2011 Bester ausländischer Darsteller (Mejor Actor Extranjero) Two Lovers

## Satellite Awards
- 2020  Nominierung – Bester Hauptdarsteller in einem Spielfilm Joker
- 2012 	Nominierung – Bester Hauptdarsteller in einem Spielfilm The Master
- 2005 	Nominierung – Bester Hauptdarsteller in einem Spielfilm  Walk the Line
- 2001 	Nominierung – Bester Nebendarsteller in einem Spielfilm  Gladiator

## Screen Actors Guild Awards
- 2020 	Bester Hauptdarsteller   Joker
- 2006 	Nominierung – Bester Hauptdarsteller   Walk the Line
- 2005 	Nominierung – Bestes Ensemble  Hotel Ruanda Gemeinsam mit: Don Cheadle,  Nick Nolte und Sophie Okonedo
- 2001 	Nominierung – Bester Nebendarsteller   Gladiator
- 2001 	Bestes Ensemble   Gladiator Gemeinsam mit:    Russell Crowe
    Connie Nielsen
    Djimon Hounsou
    Ralf Moeller
    Richard Harris
    Oliver Reed (posthum)
    Derek Jacobi
   Spencer Treat Clark
    David Schofield
    John Shrapnel
    Tomas Arana
    David Hemmings
    Tommy Flanagan
    Giannina Facio
    Giorgio Cantarini
    Omid Djalili
    Sven-Ole Thorsen

## Southeastern Film Critics Association Awards
- 2012 	Zweiter Platz Bester Hauptdarsteller The Master
- 2001 	Zweiter Platz Bester Nebendarsteller Quills – Macht der Besessenheit, Gladiator und The Yards – Im Hinterhof der Macht

## Teen Choice Awards
- 2005 	Nominierung – bester Darsteller in einem Drama Im Feuer

## Toronto Film Critics Association Awards
- 2013 	Nominierung – Bester Hauptdarsteller The Master

## Vancouver Film Critics Circle
- 2013 	Bester Hauptdarsteller The Master

## Internationale Filmfestspiele von Venedig
- 2012 Coppa Volpi Bester Hauptdarsteller The Master Gemeinsam mit: Philip Seymour Hoffman

## Washington DC Area Film Critics Association Awards
- 2013 	Nominierung – Bester Hauptdarsteller Her
- 2012 	Nominierung – Bester Hauptdarsteller The Master
- 2005 	Nominierung – Bester Hauptdarsteller  Walk the Line

## Young Artist Awards
- 1990 	Nominierung – Bester junger Darsteller in einem Spielfilm Eine Wahnsinnsfamilie (Parenthood, 1989)
- 1985 	Nominierung – Bester junger Darsteller in einem Fernsehfilm Backwards: The Riddle of Dyslexia (aus der Reihe Junge Schicksale (ABC Afterschool Specials), 1972) Gemeinsam mit: River Phoenix